# Цанко Церковски (язовир)
Цанко Церковски е язовир в Южна България.
Разположен е в област Бургас, в непосредствена близост до гара Церковски по железопътното трасе Пловдив – Бургас. Водоемът е кръстен на българския политик и писател Цанко Церковски. Богат е на риба и птици.